# Melanum
Melanum là một chi ruồi trong họ Chloropidae.